# Österreichische Fußballmeisterschaft 1924/25
Die Österreichische Fußballmeisterschaft 1924/25 wurde vom Wiener Fußball-Verband ausgerichtet und von dessen Mitgliedern bestritten. Als Unterbau zur I. Liga diente die eingleisig geführte II. Liga. Diese Ligen waren nur für professionelle Fußballvereine zugänglich. Zudem wurden von weiteren Bundeslandverbänden Landesmeisterschaften in unterschiedlichen Modi auf Amateur-Basis ausgerichtet.

## Erste Leistungsstufe – I. Liga

### Allgemeines
Die Meisterschaft in der I. Liga wurde mit 11 Mannschaften bestritten, die während des gesamten Spieljahres je zwei aufeinander trafen. Österreichischer Fußballmeister wurde die Wiener Hakoah, die ihren ersten Meistertitel gewann. Der titelverteidigende Wiener Amateur-SV, musste sich mit dem zweiten Tabellenrang zufriedengeben. Da die I. Liga im nächsten Jahr wiederum auf 13 Mannschaften aufgestockt wurde, konnten alle Teams in der I. Liga verbleiben.

### Abschlusstabelle
| Pl.                                                          | Verein                   | Sp. | S  | U | N  | Tore    | Quote | Punkte |
| ------------------------------------------------------------ | ------------------------ | --- | -- | - | -- | ------- | ----- | ------ |
| 1.                                                           | SC Hakoah Wien           | 20  | 10 | 6 | 4  | 043:300 | 1,43  | 26     |
| 2.                                                           | Wiener Amateur-SV (M)    | 20  | 10 | 4 | 6  | 036:280 | 1,29  | 24     |
| 3.                                                           | First Vienna FC 1894     | 20  | 9  | 5 | 6  | 041:320 | 1,28  | 23     |
| 4.                                                           | SK Rapid Wien            | 20  | 9  | 5 | 6  | 049:390 | 1,26  | 23     |
| 5.                                                           | Wiener AC EK1 (N)        | 20  | 8  | 7 | 5  | 042:370 | 1,14  | 23     |
| 6.                                                           | SK Admira Wien           | 20  | 8  | 6 | 6  | 039:300 | 1,30  | 22     |
| 7.                                                           | SC Wacker Wien           | 20  | 6  | 8 | 6  | 034:360 | 0,94  | 20     |
| 8.                                                           | 1. Simmeringer SC        | 20  | 7  | 4 | 9  | 043:440 | 0,98  | 18     |
| 9.                                                           | Wiener Sport-Club        | 20  | 6  | 5 | 9  | 032:350 | 0,91  | 17     |
| 10.                                                          | SK Slovan Wien EK2       | 20  | 5  | 7 | 8  | 031:420 | 0,74  | 17     |
| 11.                                                          | SpC Rudolfshügel EK3 (N) | 20  | 2  | 3 | 15 | 021:580 | 0,36  | 07     |
| Stand: Endstand. Quelle: Austria Soccer, Rapid-Archiv, RSSSF |                          |     |    |   |    |         |       |        |

| (M) | Österreichischer Meister 1923/24          |
| (C) | Niederösterreichischer-Cup-Sieger 1923/24 |
| (N) | Neuaufsteiger der Saison 1923/24          |

Aufsteiger
- II Liga: ASV Hertha Wien, Floridsdorfer AC

### Torschützenliste
| Pl.                    | Tore    | Spieler        | Verein            |
| ---------------------- | ------- | -------------- | ----------------- |
| 1.                     | 19 Tore | Gustav Wieser  | Wiener Amateur-SV |
| 2.                     | 16 Tore | Franz Weselik  | SK Rapid Wien     |
| 3.                     | 14 Tore | Johann Schierl | SK Admira Wien    |
| 4.                     | 11 Tore | Leopold Danis  | 1. Simmeringer SC |
| 5.                     | 9 Tore  | Josef Hofbauer | SK Rapid Wien     |
|                        |         | Josef Šíma     | Wiener AC         |
| Quelle: Austria Soccer |         |                |                   |

siehe auch Die besten Torschützen

### Die Meistermannschaft
| SC Hakoah Wien |
| Sándor Fábián (19/1), Karl Duldig (1) – Max Scheuer (13), Josef Grünfeld (6), Maximilian Gold (11), Jacob Wegner (11/1) – Béla Guttmann (16), Egon Pollak (18), Richard Fried (19) – Sándor Nemes (18/5), Ernö Schwarz (14/4), Moses Häusler (20/8), József Eisenhoffer (17/7), Norbert Katz (12/3), Max Grünwald (11/8), Lajos Hess (13/4), Heinrich Fuß (1) Sektionsleiter: Valentin Rosenfeld, Trainer: Arthur Baar |
| Quelle: Austria Soccer |

## Zweite Leistungsstufe – II. Liga

### Allgemeines
In der II. Liga spielten insgesamt 12 Mannschaften, die während des gesamten Spieljahres je zweimal aufeinander trafen, um den Aufstieg in die I. Liga. Der Meister Floridsdorfer AC sowie der Vizemeister ASV Hertha Wien durften in die I. Liga aufsteigen. Da die II. Liga in der folgenden Saison auf 14 Vereine aufgestockt wurde uns es keine Absteiger aus der I. Liga gab, konnten alle Vereine in dieser Leistungsstufe verbleiben. In die II. Liga stiegen der SV Donau Wien, SC Neubau, SC Bewegung XX und der Gersthofer SV auf. Nach der Saison fusionierten der FC Ostmark Wien und der drittklassige SC Donaustadt zum Brigittenauer AC.

### Abschlusstabelle
| Pl.                                            | Verein                       | Sp. | S  | U  | N  | Tore    | Quote | Punkte |
| ---------------------------------------------- | ---------------------------- | --- | -- | -- | -- | ------- | ----- | ------ |
| 1.                                             | Floridsdorfer AC             | 22  | 16 | 5  | 1  | 063:130 | 4,85  | 37     |
| 2.                                             | ASV Hertha Wien (A)          | 22  | 14 | 6  | 2  | 048:150 | 3,20  | 34     |
| 3.                                             | Wiener Association FC (A)    | 22  | 13 | 5  | 4  | 051:310 | 1,65  | 31     |
| 4.                                             | SC International Wien        | 22  | 12 | 5  | 5  | 041:220 | 1,86  | 29     |
| 5.                                             | FC Ostmark Wien (A)          | 22  | 8  | 8  | 6  | 036:220 | 1,64  | 24     |
| 6.                                             | SC Nicholson Wien (N)        | 22  | 8  | 5  | 9  | 040:400 | 1,00  | 21     |
| 7.                                             | SC Weiße Elf Wien (N)        | 21  | 6  | 6  | 9  | 028:440 | 0,64  | 18     |
| 8.                                             | SC Germania Schwechat        | 22  | 3  | 12 | 7  | 016:310 | 0,52  | 18     |
| 9.                                             | Wiener Bewegungsspieler      | 21  | 5  | 5  | 11 | 025:400 | 0,63  | 15     |
| 10.                                            | 1. Favoritner FC Vorwärts 06 | 22  | 4  | 5  | 13 | 027:520 | 0,52  | 13     |
| 11.                                            | Wiener Sportfreunde          | 22  | 3  | 6  | 13 | 022:510 | 0,43  | 12     |
| 12.                                            | SC Sturm 1907                | 22  | 3  | 4  | 15 | 017:530 | 0,32  | 10     |
| Stand: Endstand. Quelle: Austria Soccer, RSSSF |                              |     |    |    |    |         |       |        |

| (N) | Neuaufsteiger der Saison 1923/24 |

Aufsteiger
- 3. Klasse Nord: Gersthofer SV, SV Donau Wien
- 3. Klasse Süd: SC Bewegung XX, SC Neubau

## Meisterschaften in den Bundesländern

### Burgenland Kreis
Die Meisterschaft im Burgenland wurde die Vorrunde in drei Kreise eingeteilt:
Kreis I (Neufeld)
Folgende Mannschaften nahmen im Kreis I (Neufeld) teil:
- Wacker Zillingtal
- ASV Neufeld
- ein Verein aus Eisenstadt (lt. Quelle nicht genau welcher)
- ASV Hornstein
- SV St. Margarethen
- FC Deutschkreutz
- SC Sauerbrunn
- SV Mattersburg
- SC Neudörfl
- SC Wiesen
- ein Verein aus Brodersdorf
- Pöttsching
- UFC Oggau

Abschlusstabelle
| Pl.                            | Verein      | Sp. | S | U | N | Tore | Quote | Punkte |
| ------------------------------ | ----------- | --- | - | - | - | ---- | ----- | ------ |
| 1.                             | SC Neudörfl |     |   |   |   |      |       | 7      |
| 2.                             | ASV Neufeld |     |   |   |   |      |       | 7      |
| Stand: Endstand. Quelle: RSSSF |             |     |   |   |   |      |       |        |

Kreis II (Neusiedl)
Folgende Mannschaften nahmen im Kreis II (Neusiedl) teil:
- Sturm Parndorf
- ASV Kittsee
- SC Neusiedl am See
- FC Mönchhof
- SV Halbthurn
- SC Frauenkirchen
- ASV Nickelsdorf

Abschlusstabelle
| Pl.                            | Verein         | Sp. | S | U | N | Tore | Quote | Punkte |
| ------------------------------ | -------------- | --- | - | - | - | ---- | ----- | ------ |
| 1.                             | Sturm Parndorf |     |   |   |   |      |       | 10     |
| 2.                             | SC Neusiedl    |     |   |   |   |      |       | 7      |
| Stand: Endstand. Quelle: RSSSF |                |     |   |   |   |      |       |        |

Kreis III (Oberwart)
Folgende Mannschaften nahmen im Kreis III (Oberwart) teil:
- SC Pinkafeld
- SV Oberwart
- Oberschützen
- SV Rechnitz
- SC Mariasdorf
- SV Bernstein
- SV Güssing
- ASK Rotenturm

Abschlusstabelle
| Pl.                            | Verein      | Sp. | S | U | N | Tore | Quote | Punkte |
| ------------------------------ | ----------- | --- | - | - | - | ---- | ----- | ------ |
| 1.                             | SV Oberwart |     |   |   |   |      |       |        |
| Stand: Endstand. Quelle: RSSSF |             |     |   |   |   |      |       |        |

Finalturnier
Im Finalturnier trafen die drei Sieger der drei Gruppenkreise aufeinander. Meister wurde Sturm Parndorf.
| Finalturnier  | Finalturnier                 | Finalturnier |
| ------------- | ---------------------------- | ------------ |
| 5. Juli 1925  | SV Oberwart – SC Neudörfl    | 1:1          |
| 12. Juli 1925 | Sturm Parndorf – SV Oberwart | BFT          |
| 19. Juli 1925 | SC Neudörfl – Sturm Parndorf | 1:3          |

### 1. Klasse Kärnten
In der 1. Klasse Kärnten trafen vier Mannschaften aufeinander, die in sechs runden eine Hin- und Rückrunde den Meister ermittelten. Obwohl der Klagenfurter Amateur-SK die Abschlusstabelle mit acht Punkten anführte, wird der Meistertitel dem Klagenfurter SV zugesprochen
Abschlusstabelle
| Pl.                            | Verein              | Sp. | S | U | N | Tore    | Quote | Punkte |
| ------------------------------ | ------------------- | --- | - | - | - | ------- | ----- | ------ |
| 1.                             | KASK Klagenfurt 1K1 | 6   | 4 | 0 | 2 | 015:110 | 1,36  | 08     |
| 2.                             | Klagenfurter AC     | 6   | 3 | 2 | 1 | 010:700 | 1,43  | 08     |
| 3.                             | Klagenfurter SV     | 6   | 2 | 2 | 2 | 015:150 | 1,00  | 06     |
| 4.                             | Villacher SV        | 6   | 0 | 2 | 4 | 006:150 | 0,40  | 02     |
| Stand: Endstand. Quelle: RSSSF |                     |     |   |   |   |         |       |        |

| (M) | Meister der 1. Klasse Kärnten    |
| (N) | Neuaufsteiger der Saison 1923/24 |

Aufsteiger
- SK Rapid Klagenfurt

2. Klasse
In der 2. Klasse wurde der SK Rapid Klagenfurt Meister, der in die 1. Klasse aufstieg.

### 1. Klasse Niederösterreich
In Niederösterreich wurde von 1924 bis 1926 eine fast zweijährige Meisterschaft ausgetragen, die am 25. Jänner 1926 beendet werden konnte. Landesmeister in der 1. Klasse Niederösterreich wurde der 1. Wiener Neustädter SC.

### Oberösterreicher 1. Klasse
In der Oberösterreicher 1. Klasse gewann der Linzer ASK.
Abschlusstabelle
| Pl.                                 | Verein             | Sp. | S  | U | N  | Tore    | Quote | Punkte |
| ----------------------------------- | ------------------ | --- | -- | - | -- | ------- | ----- | ------ |
| 1.                                  | Linzer ASK (M)     | 18  | 17 | 0 | 1  | 085:190 | 4,47  | 34     |
| 2.                                  | SC Hertha Wels (N) | 18  | 8  | 4 | 6  | 051:340 | 1,50  | 20     |
| 3.                                  | SV Urfahr Linz     | 18  | 8  | 4 | 6  | 041:230 | 1,78  | 20     |
| 4.                                  | SK Vorwärts Steyr  | 18  | 8  | 3 | 7  | 033:320 | 1,03  | 19     |
| 5.                                  | ASK Sparta Linz    | 18  | 8  | 2 | 8  | 041:320 | 1,28  | 18     |
| 6.                                  | Germania Linz      | 18  | 6  | 6 | 6  | 029:200 | 1,45  | 18     |
| 7.                                  | Olympia Linz (N)   | 18  | 7  | 4 | 7  | 025:470 | 0,53  | 18     |
| 8.                                  | ASK Rapid Linz     | 18  | 5  | 4 | 9  | 032:450 | 0,71  | 14     |
| 9.                                  | Welser SC          | 18  | 5  | 3 | 10 | 027:460 | 0,59  | 13     |
| 10.                                 | SK Amateure Steyr  | 18  | 3  | 2 | 13 | 013:790 | 0,16  | 08     |
| Stand: Endstand. Quelle: OFV, RSSSF |                    |     |    |   |    |         |       |        |

| (M) | Meister der Liga Oberösterreich-Salzburg 1923/24 |
| (N) | Neuaufsteiger der Saison 1923/24                 |

Aufsteiger
- keine Information über Aufsteiger, da 1925/26 keine Meisterschaft in Oberösterreich ausgetragen wird

### Salzburger 1. Klasse
In der Salzburger 1. Klasse konnte der SAK die Meisterschaft entscheiden.
Abschlusstabelle
| Pl.                                          | Verein                | Sp. | S | U | N | Tore    | Quote | Punkte |
| -------------------------------------------- | --------------------- | --- | - | - | - | ------- | ----- | ------ |
| 1.                                           | Salzburger AK 1914    | 2   | 1 | 0 | 1 | 006:400 | 1,50  | 02     |
| 2.                                           | 1. Salzburger SK 1919 | 2   | 1 | 0 | 1 | 004:600 | 0,67  | 02     |
| Stand: Endstand. Quelle: RSSSF, SalzburgWiki |                       |     |   |   |   |         |       |        |

| (M) | Salzburger Meister der Salzburger 1. Klasse |
| (N) | Neuaufsteiger der Saison 1923/24            |

Aufsteiger
- Garnison SV Salzburg
- 1. Halleiner SK
- Arbeiter SK Salzburg

### Steiermark 1. Klasse
In der Landesliga Steiermark wurden die Vereine in der Vorrunde in zwei Gruppen unterteilt, in die 1. Klasse Mittelsteiermark und die 1. Klasse Obersteiermark. Die Gruppensieger spielten um den steirische Meistertitel, den der SK Sturm Graz gewann.
1. Klasse Mittelsteiermark
Abschlusstabelle
| Pl.                            | Verein            | Sp. | S  | U | N  | Tore    | Quote | Punkte |
| ------------------------------ | ----------------- | --- | -- | - | -- | ------- | ----- | ------ |
| 1.                             | SK Sturm Graz     | 12  | 11 | 1 | 0  | 070:110 | 6,36  | 23     |
| 2.                             | Grazer AK         | 12  | 7  | 2 | 3  | 059:170 | 3,47  | 16     |
| 3.                             | Hakoah Graz       | 12  | 8  | 0 | 4  | 034:200 | 1,70  | 16     |
| 4.                             | Südbahn Graz S1K1 | 12  | 5  | 2 | 5  | 028:320 | 0,88  | 12     |
| 5.                             | Grazer AAC S1K1   | 12  | 3  | 1 | 8  | 019:370 | 0,51  | 07     |
| 6.                             | Rapid Graz        | 12  | 3  | 0 | 9  | 013:500 | 0,26  | 06     |
| 7.                             | ASK Voitsberg     | 12  | 2  | 0 | 10 | 011:640 | 0,17  | 04     |
| Stand: Endstand. Quelle: RSSSF |                   |     |    |   |    |         |       |        |

Der offizielle steirische Meistertitel wird in einem Entscheidungsspiel zwischen Sturm und dem Meister der Obersteiermark, dem Kapfenberger SC ausgespielt. Dieses Spiel gewinnt Sturm Graz mit 4:1.
| (N) | Neuaufsteiger der Saison 1923/24 |

Aufsteiger
- Grazer SC

1. Klasse Obersteiermark
Abschlusstabelle
| Pl.                            | Verein               | Sp. | S | U | N | Tore    | Quote | Punkte |
| ------------------------------ | -------------------- | --- | - | - | - | ------- | ----- | ------ |
| 1.                             | Kapfenberger SC (U)  | 8   | 8 | 0 | 0 | 036:300 | 12,00 | 16     |
| 2.                             | Deutscher SV Leoben  | 8   | 2 | 2 | 4 | 016:230 | 0,70  | 06     |
| 3.                             | Amateure Kapfenberg  | 6   | 2 | 1 | 3 | 011:140 | 0,79  | 05     |
| 4.                             | Red Star Knittelfeld | 6   | 1 | 3 | 2 | 012:140 | 0,86  | 05     |
| 5.                             | Brucker AAC          | 8   | 1 | 2 | 5 | 011:320 | 0,34  | 04     |
| Stand: Endstand. Quelle: RSSSF |                      |     |   |   |   |         |       |        |

| (N) | Neuaufsteiger der Saison 1923/24 |
| (U) | Umsteiger der Saison 1923/24     |

Finale
| Datum             |               | Ergebnis |                 |
| ----------------- | ------------- | -------- | --------------- |
| 15. November 1925 | SK Sturm Graz | 4:1      | Kapfenberger SC |

Steiermark 2. Klasse
| Pl.                            | Verein                | Sp. | S | U | N | Tore | Quote | Punkte |
| ------------------------------ | --------------------- | --- | - | - | - | ---- | ----- | ------ |
| 1.                             | Grazer SC Straßenbahn | 8   | 8 | 0 | 0 | 57-1 |       | 16     |
| 2.                             | Admira Graz           |     |   |   |   |      |       |        |
| ..                             | FC Ostmark Graz       |     |   |   |   |      |       |        |
| ..                             | Amateure Graz         |     |   |   |   |      |       |        |
| ..                             | FC Gratkorn           |     |   |   |   |      |       |        |
| ..                             | Theater-Sportklub     |     |   |   |   |      |       |        |
| Stand: Endstand. Quelle: RSSSF |                       |     |   |   |   |      |       |        |

### Tiroler A-Klasse
In der Tiroler A-Klasse wurde der SV Innsbruck Erster.
Abschlusstabelle
| Pl.                            | Verein                 | Sp. | S | U | N | Tore    | Quote | Punkte |
| ------------------------------ | ---------------------- | --- | - | - | - | ------- | ----- | ------ |
| 1.                             | SV Innsbruck           | 8   | 7 | 1 | 0 | 030:600 | 5,00  | 15     |
| 2.                             | Arbeiter TV Innsbruck  | 8   | 5 | 1 | 2 | 023:110 | 2,09  | 11     |
| 3.                             | CDTV Innsbruck         | 8   | 4 | 0 | 4 | 018:300 | 0,60  | 08     |
| 4.                             | SC Tirol Innsbruck (N) | 8   | 3 | 0 | 5 | 024:260 | 0,92  | 06     |
| 5.                             | ATV Pradl (N)          | 8   | 0 | 0 | 8 | 003:250 | 0,12  | 0      |
| Stand: Endstand. Quelle: RSSSF |                        |     |   |   |   |         |       |        |

| (M) | Meister der Tiroler A-Klasse     |
| (N) | Neuaufsteiger der Saison 1923/24 |

Aufsteiger
- Innsbrucker AC

### Vorarlberger A-Klasse
Die Vorarlberger A-Klasse konnte der FC Lustenau 07 die Meisterschaft entscheiden.
Abschlusstabelle
| Pl.                            | Verein                 | Sp. | S | U | N | Tore    | Quote | Punkte |
| ------------------------------ | ---------------------- | --- | - | - | - | ------- | ----- | ------ |
| 1.                             | FC Lustenau 07 (M)     | 4   | 2 | 2 | 0 | 015:500 | 3,00  | 06     |
| 2.                             | FA Turnerbund Lustenau | 4   | 2 | 2 | 0 | 011:300 | 3,67  | 06     |
| 3.                             | TV Jahn Lustenau       | 4   | 0 | 0 | 4 | 002:200 | 0,10  | 0      |
| Stand: Endstand. Quelle: RSSSF |                        |     |   |   |   |         |       |        |

| (M) | Meister der Vorarlberger A-Klasse |

Aufsteiger
- kein Aufsteiger